# Norbert Hauser

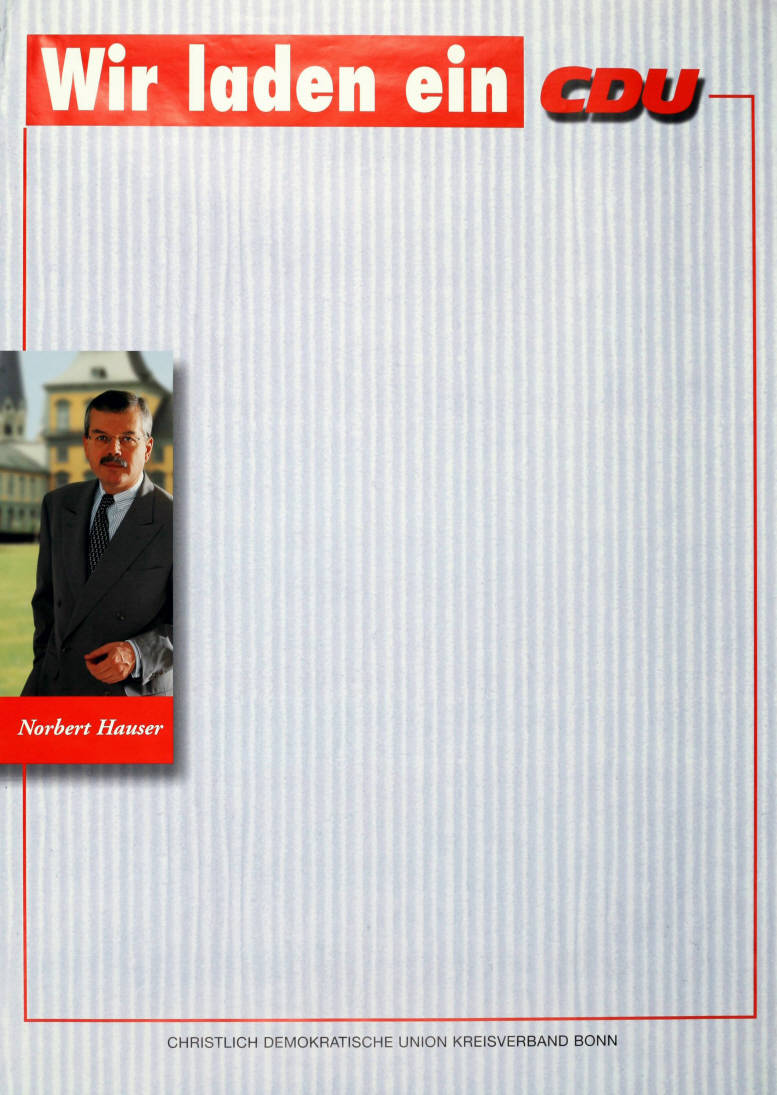
Norbert Hauser auf einem Bundestagswahlplakat 1998

Norbert Hauser (* 20. Mai 1946 in Olpe) ist ein deutscher Rechtsanwalt, Politiker (CDU) und ehemaliger Vizepräsident des Bundesrechnungshofes.

## Leben
Von 1952 bis 1957 besuchte Hauser die Volksschule, anschließend bis 1967 das Gymnasium. Im Jahr 1969 begann er ein Studium der Rechtswissenschaften, in dem er 1976 sein erstes und 1979 sein zweites Staatsexamen ablegte. Von 1979 bis 1981 war er Bundesgeschäftsführer eines Mittelstandsverbandes, anschließend eröffnete er eine Anwaltskanzlei und arbeitete als selbständiger Rechtsanwalt. Von 2002 bis 2011 war er Vizepräsident des Bundesrechnungshofes.

## Politik
Hauser war von 1971 bis 1972 Vorsitzender der Jungen Union in Bad Godesberg und von 1973 bis 1975 Mitglied des Stadtbezirksausschusses. Anschließend zog er in den Rat der Stadt Bonn ein. Von 1975 bis 1998 war er Mitglied der Bezirksvertretung Bad Godesberg und von 1979 bis 1994 Bezirksvorsteher. Seit 1984 ist er Mitglied des Fraktionsvorstandes des Rates gewesen und seit 1994 Vorsitzender der CDU-Fraktion im Rat der Stadt Bonn.
Bei der Bundestagswahl 1998 wurde er im Wahlkreis Bonn in den Bundestag gewählt, aus dem er am 9. April 2002 freiwillig ausschied. Daraufhin wurde er Vizepräsident des Bundesrechnungshofes. Sein Nachfolger als Bundestagsabgeordneter wurde Detlef Helling. Im Bundestag war er unter anderem Mitglied im Ausschuss für Bildung und Forschung und im Untersuchungsausschuss Parteispenden. Außerdem war er stellvertretendes Mitglied im Rechtsausschuss und im Haushaltsausschuss. 2011 schied er altersbedingt aus dem Amt des Vizepräsidenten des Bundesrechnungshofes aus.
Hauser ist Mitglied der KDStV Bavaria Bonn im CV. Sein älterer Halbbruder ist Alo Hauser.

## Ehrungen
- 2011: Verdienstkreuz 1. Klasse der Bundesrepublik Deutschland